# 伊佐市
伊佐市（いさし）は、鹿児島県の北部に位置する市。姶良・伊佐地域に属する。北に熊本県、東に宮崎県と県境を接し、九州本土では鹿児島県の最北に位置している。
伊佐米で知られる県内屈指の米どころ。または世界有数の高品位を誇る金を産出する菱刈鉱山が所在する。

## 地理

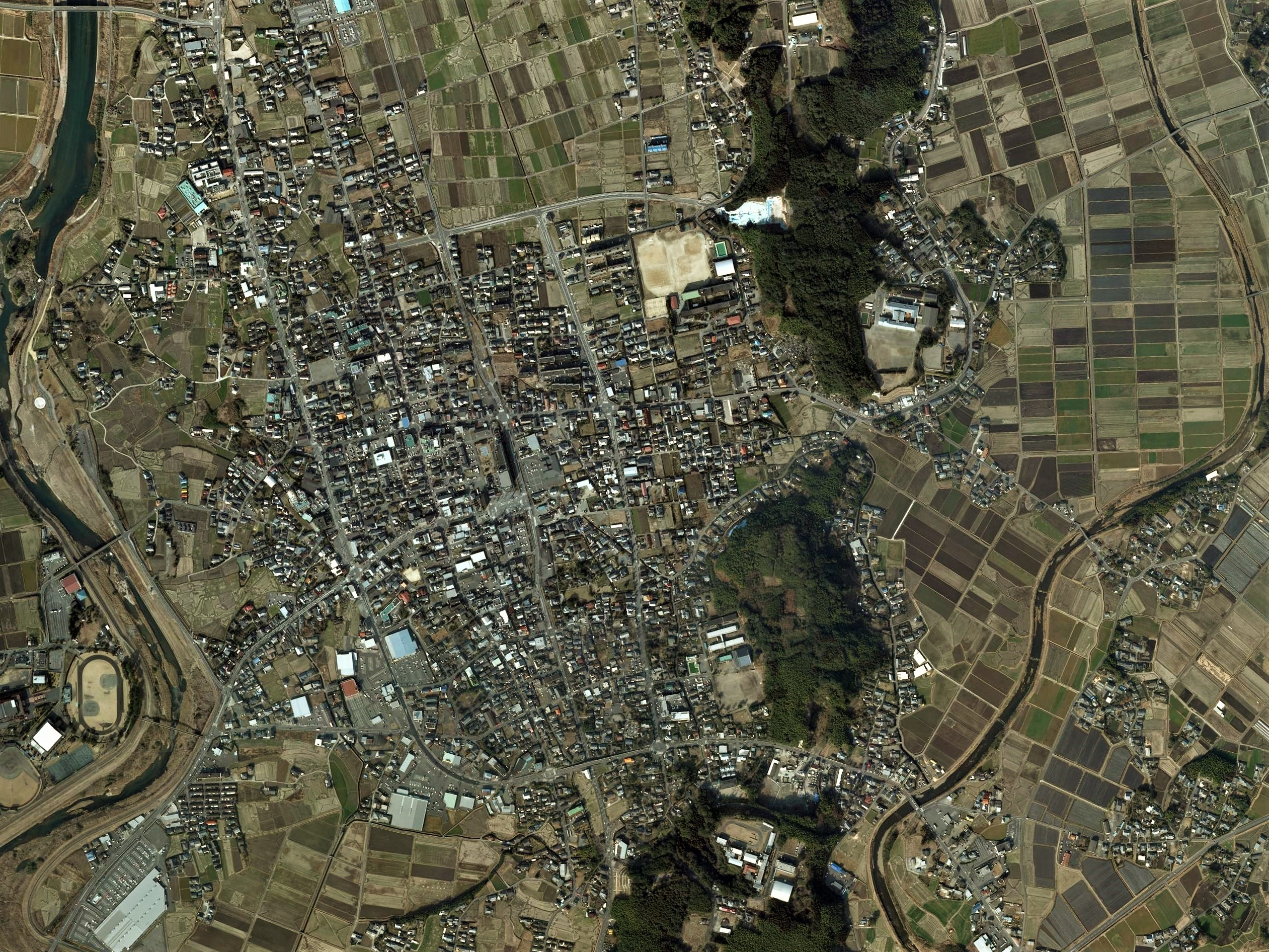
大口地区中心部周辺の空中写真。
2009年1月27日撮影の4枚を合成作成。。

伊佐市は鹿児島県の北端の内陸部、県庁所在地の鹿児島市から北へ約75キロメートルの場所に位置し、川内川が市を縦断する。周囲を九州山地に囲まれ、中心市街地は大口盆地の一部を成しており、標高は180メートル前後である。

### 気候
九州型の太平洋側気候であり、夏季の降水量が非常に多い。南九州であるものの、周りを険しい山に囲まれた内陸盆地となっているために1 - 2月は冬日になることが普通である。1月の平均気温は4.6℃で、同じく盆地に位置する京都市（4.8℃）よりも寒い。そのため、「鹿児島の北海道」と言われることがある。2016年（平成28年）1月25日には大口アメダス（標高175メートル）において低地での九州の最低気温（気象官署・アメダス）となる-15.2℃を記録した。
| 大口（旧・大口町）の気候 | 大口（旧・大口町）の気候 | 大口（旧・大口町）の気候 | 大口（旧・大口町）の気候 | 大口（旧・大口町）の気候 | 大口（旧・大口町）の気候 | 大口（旧・大口町）の気候 | 大口（旧・大口町）の気候 | 大口（旧・大口町）の気候 | 大口（旧・大口町）の気候 | 大口（旧・大口町）の気候 | 大口（旧・大口町）の気候 | 大口（旧・大口町）の気候 | 大口（旧・大口町）の気候 |
| 月                       | 1月                      | 2月                      | 3月                      | 4月                      | 5月                      | 6月                      | 7月                      | 8月                      | 9月                      | 10月                     | 11月                     | 12月                     | 年                       |
| ------------------------ | ------------------------ | ------------------------ | ------------------------ | ------------------------ | ------------------------ | ------------------------ | ------------------------ | ------------------------ | ------------------------ | ------------------------ | ------------------------ | ------------------------ | ------------------------ |
| 最高気温記録 °C （°F）   | 22.1 (71.8)              | 24.4 (75.9)              | 26.3 (79.3)              | 30.1 (86.2)              | 34.0 (93.2)              | 35.4 (95.7)              | 37.2 (99)                | 38.0 (100.4)             | 36.4 (97.5)              | 32.8 (91)                | 28.2 (82.8)              | 24.0 (75.2)              | 38.0 (100.4)             |
| 平均最高気温 °C （°F）   | 10.6 (51.1)              | 12.3 (54.1)              | 15.9 (60.6)              | 20.9 (69.6)              | 25.3 (77.5)              | 27.2 (81)                | 31.1 (88)                | 32.0 (89.6)              | 29.4 (84.9)              | 24.7 (76.5)              | 18.9 (66)                | 13.0 (55.4)              | 21.8 (71.2)              |
| 日平均気温 °C （°F）     | 4.6 (40.3)               | 6.0 (42.8)               | 9.5 (49.1)               | 14.2 (57.6)              | 18.7 (65.7)              | 22.2 (72)                | 26.0 (78.8)              | 26.3 (79.3)              | 23.4 (74.1)              | 17.8 (64)                | 11.9 (53.4)              | 6.4 (43.5)               | 15.6 (60.1)              |
| 平均最低気温 °C （°F）   | −1.0 (30.2)              | 0.1 (32.2)               | 3.3 (37.9)               | 7.7 (45.9)               | 12.7 (54.9)              | 18.2 (64.8)              | 22.2 (72)                | 22.4 (72.3)              | 18.9 (66)                | 12.1 (53.8)              | 5.9 (42.6)               | 0.7 (33.3)               | 10.3 (50.5)              |
| 最低気温記録 °C （°F）   | −15.2 (4.6)              | −10.2 (13.6)             | −7.7 (18.1)              | −4.2 (24.4)              | 2.0 (35.6)               | 6.8 (44.2)               | 14.4 (57.9)              | 15.2 (59.4)              | 6.2 (43.2)               | −1.0 (30.2)              | −4.5 (23.9)              | −8.7 (16.3)              | −15.2 (4.6)              |
| 降水量 mm （inch）       | 77.4 (3.047)             | 123.0 (4.843)            | 169.9 (6.689)            | 200.7 (7.902)            | 236.6 (9.315)            | 625.8 (24.638)           | 538.4 (21.197)           | 275.0 (10.827)           | 257.7 (10.146)           | 101.0 (3.976)            | 101.9 (4.012)            | 92.4 (3.638)             | 2,799.8 (110.228)        |
| 平均降水日数 （≥1.0 mm） | 8.6                      | 9.6                      | 12.2                     | 10.9                     | 10.4                     | 16.7                     | 14.7                     | 13.3                     | 11.4                     | 7.4                      | 8.7                      | 8.7                      | 132.7                    |
| 平均月間日照時間         | 135.5                    | 139.8                    | 165.6                    | 176.3                    | 178.3                    | 105.2                    | 158.5                    | 182.8                    | 161.2                    | 178.1                    | 151.9                    | 138.2                    | 1,872.7                  |
| 出典：気象庁             |                          |                          |                          |                          |                          |                          |                          |                          |                          |                          |                          |                          |                          |

### 隣接している自治体
- 鹿児島県
  - 出水市
  - 姶良郡湧水町
  - 薩摩郡さつま町
- 宮崎県
  - えびの市
- 熊本県
  - 水俣市
  - 人吉市
  - 球磨郡球磨村

### 人口
| |                                        |  |
| 伊佐市と全国の年齢別人口分布（2005年） | 伊佐市の年齢・男女別人口分布（2005年） |  |
| ■紫色 ― 伊佐市 ■緑色 ― 日本全国 | ■青色 ― 男性 ■赤色 ― 女性              |  |
| 伊佐市（に相当する地域）の人口の推移 \| 1970年（昭和45年） \| 42,905人 \| \| \| 1975年（昭和50年） \| 39,343人 \| \| \| 1980年（昭和55年） \| 38,310人 \| \| \| 1985年（昭和60年） \| 37,483人 \| \| \| 1990年（平成2年） \| 36,146人 \| \| \| 1995年（平成7年） \| 35,007人 \| \| \| 2000年（平成12年） \| 33,508人 \| \| \| 2005年（平成17年） \| 31,499人 \| \| \| 2010年（平成22年） \| 29,304人 \| \| \| 2015年（平成27年） \| 26,810人 \| \| \| 2020年（令和2年） \| 24,453人 \| \| |                                        |  |
| 総務省統計局 国勢調査より |                                        |  |
| 1970年（昭和45年） | 42,905人                               |  |
| 1975年（昭和50年） | 39,343人                               |  |
| 1980年（昭和55年） | 38,310人                               |  |
| 1985年（昭和60年） | 37,483人                               |  |
| 1990年（平成2年） | 36,146人                               |  |
| 1995年（平成7年） | 35,007人                               |  |
| 2000年（平成12年） | 33,508人                               |  |
| 2005年（平成17年） | 31,499人                               |  |
| 2010年（平成22年） | 29,304人                               |  |
| 2015年（平成27年） | 26,810人                               |  |
| 2020年（令和2年） | 24,453人                               |  |

### 地名
旧・自治体に合わせ旧自治体の大字に「大口」・「菱刈」を冠称するが、大字は付かない。
大口（旧・大口市）
- 青木
- 牛尾
- 大田
- 木ノ氏
- 里
- 篠原
- 原田
- 目丸
- 大島（旧・羽月村）
- 金波田（旧・羽月村）
- 川岩瀬（旧・羽月村）
- 下殿（旧・羽月村）
- 白木（旧・羽月村）
- 田代（旧・羽月村）
- 鳥巣（旧・羽月村）
- 堂崎（旧・羽月村）
- 宮人（旧・羽月村）
- 小川内（旧・山野町）
- 小木原（旧・山野町）
- 平出水（旧・山野町）
- 渕辺（旧・山野町）
- 山野（旧・山野町）
- 曽木（旧・西太良村、合併時に里から改称）
- 針持（旧・西太良村）
- 上町（住居表示実施により里から分立して発足。年不詳）
- 元町（住居表示実施により里から分立して発足。年不詳）

菱刈（旧・菱刈町）
- 市山
- 川北
- 重留
- 下手
- 田中
- 徳辺
- 花北
- 前目
- 荒田（旧・本城村）
- 川南（旧・本城村）
- 南浦（旧・本城村）

## 歴史

### 伊佐市発足以前
大口地方は、古くから牛屎院、牛山院と呼ばれていた。永禄12年（1569年）に新納忠元が大口地頭となった前後の頃から大口と呼ばれるようになる。その後島津氏の直轄地となり明治維新を迎え、明治20年には郡役所が大口に設置され、明治22年には市町村制実施により大口村・山野村・羽月村となる。さらに大正7年には大口村が、昭和15年には山野村が町制を施行する。その後、昭和29年には伊佐郡の内、大口町・山野町・羽月村そして西太良村が合併して大口市として発足。
菱刈地方は、続日本紀の天平勝宝7歳（755年）五月の項に「大隅国菱苅村」に郡家を建てることを許可した旨の記録がある。本城・馬越・湯之尾・曽木をもって太良院と言われていた。その後廃藩置県により鹿児島県に所属し、明治22年の市町村制実施により菱刈村と太良村ができる。明治24年太良村は東太良村と西太良村に分割され、さらに大正14年に東太良村を本城村と改名。昭和15年には菱刈村が町制を実施し、昭和29年には菱刈町と本城村が合併し、菱刈町となる。

### 伊佐市発足の経緯
「平成の大合併」の動きにあわせ、2000年代初頭に大口市と菱刈町で合併協議会を立ち上げ、新市名を「伊佐市」と決定したが、菱刈町で実施された住民投票において反対が賛成を上回ったために合併は実現せず、2005年（平成17年）5月に合併協議会も解散した。その後、両自治体では2006年（平成18年）8月28日に改めて伊佐地区合併協議会を立ち上げ、新市名を前代の協議会と同じく「伊佐市」とする新設合併で合意に至った。2007年（平成19年）12月26日には鹿児島県知事より廃置分合（合併）決定書の交付、2008年（平成20年）1月30日に総務大臣による告示を経て同年11月1日に合併した。
- 2008年（平成20年）11月1日 - 大口市と伊佐郡菱刈町が合併して「伊佐市」が発足した[注釈 1]。これに伴い、伊佐郡は消滅した。

## 姉妹都市

### 海外
- 大韓民国・慶尚南道南海郡（1991年（平成3年）10月16日に大口市と締結）

### 国内
- 西之表市（鹿児島県種子島）
- 喜界町（鹿児島県喜界島）

## 行政

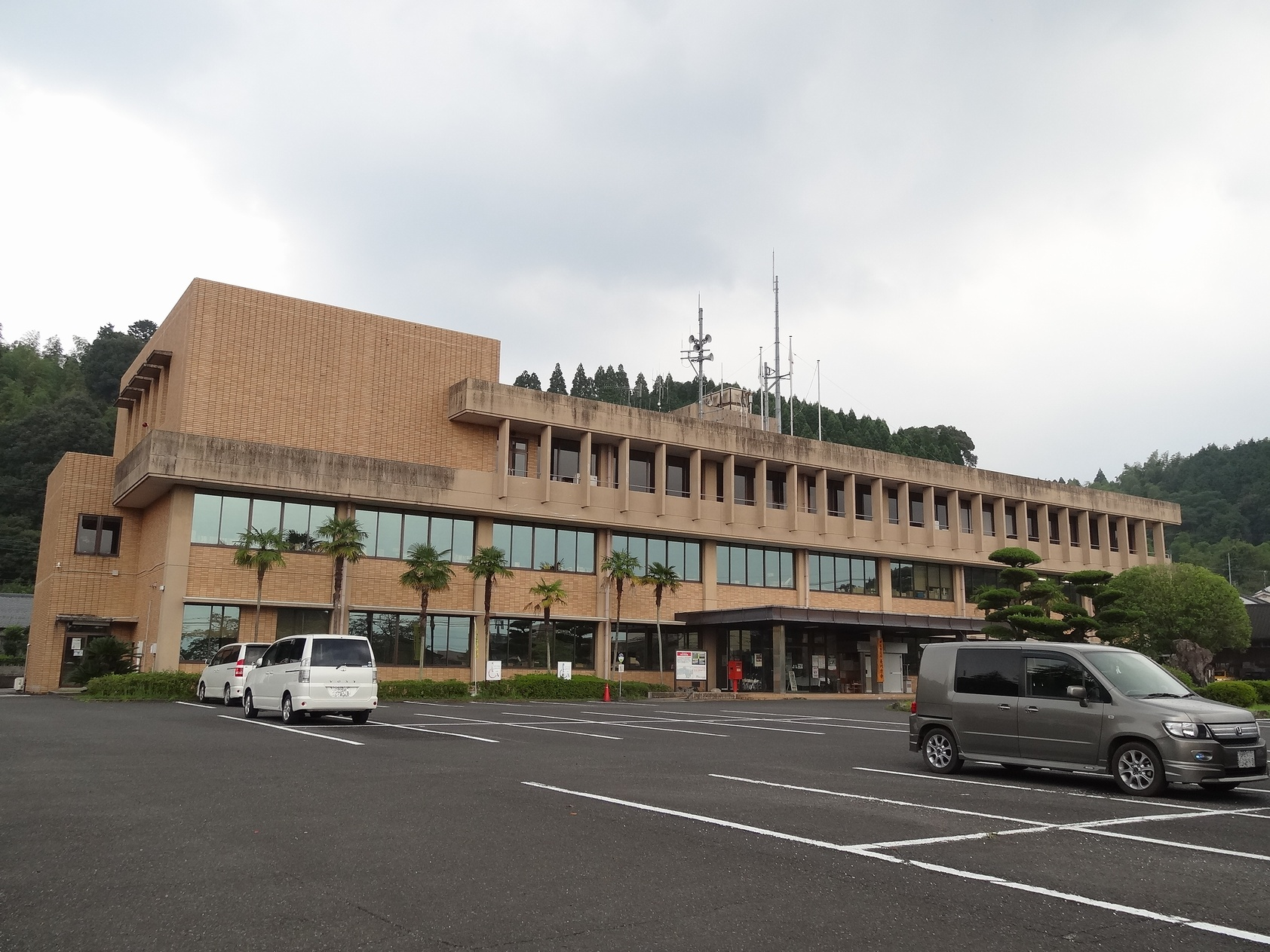
菱刈庁舎（2012年（平成24年）撮影）

- 市長：橋本欣也（2020年（令和2年）11月30日就任、2期目[6]）

### 市役所
- 大口庁舎（旧・大口市役所、本庁） - 鹿児島県伊佐市大口里1888番地
- 菱刈庁舎（旧・菱刈町役場） - 鹿児島県伊佐市菱刈前目2106番地

### 県の行政機関
- 鹿児島県警察：伊佐湧水警察署（旧・伊佐警察署）
- 姶良・伊佐地域振興局伊佐市駐在
- 大口保健所

### 国の行政機関
- 鹿児島労働局公共職業安定所大口出張所

## 経済

### 産業
- 農業
  - 米（伊佐米）、サツマイモ、近年は「金山ネギ」などのブランド野菜の生産も盛んになっている。
  - 焼酎「伊佐大泉」・「伊佐錦」・「伊佐美」の醸造が盛んである。伊佐市を代表する伊佐米は米麹の原料として欠かせない。なお、市内の郡山八幡神社の修理で見つかった永禄2年（1559年）の木片に書かれた「焼酎」の語は、現存最古の用例である[7]。
  - 鹿児島県に唯一のカントリーエレベーターを設置している。
- 工業
  - 電子工業
- 鉱業
  - 市の東部に金鉱石地層が広がっている。世界有数の菱刈鉱山があり、2024年1月現在も採掘が行われている[8]。

#### 伊佐市に本社を置く企業
- 甲斐商店
- 大口酒造
- 大山酒造
- 大口電子

## 地域

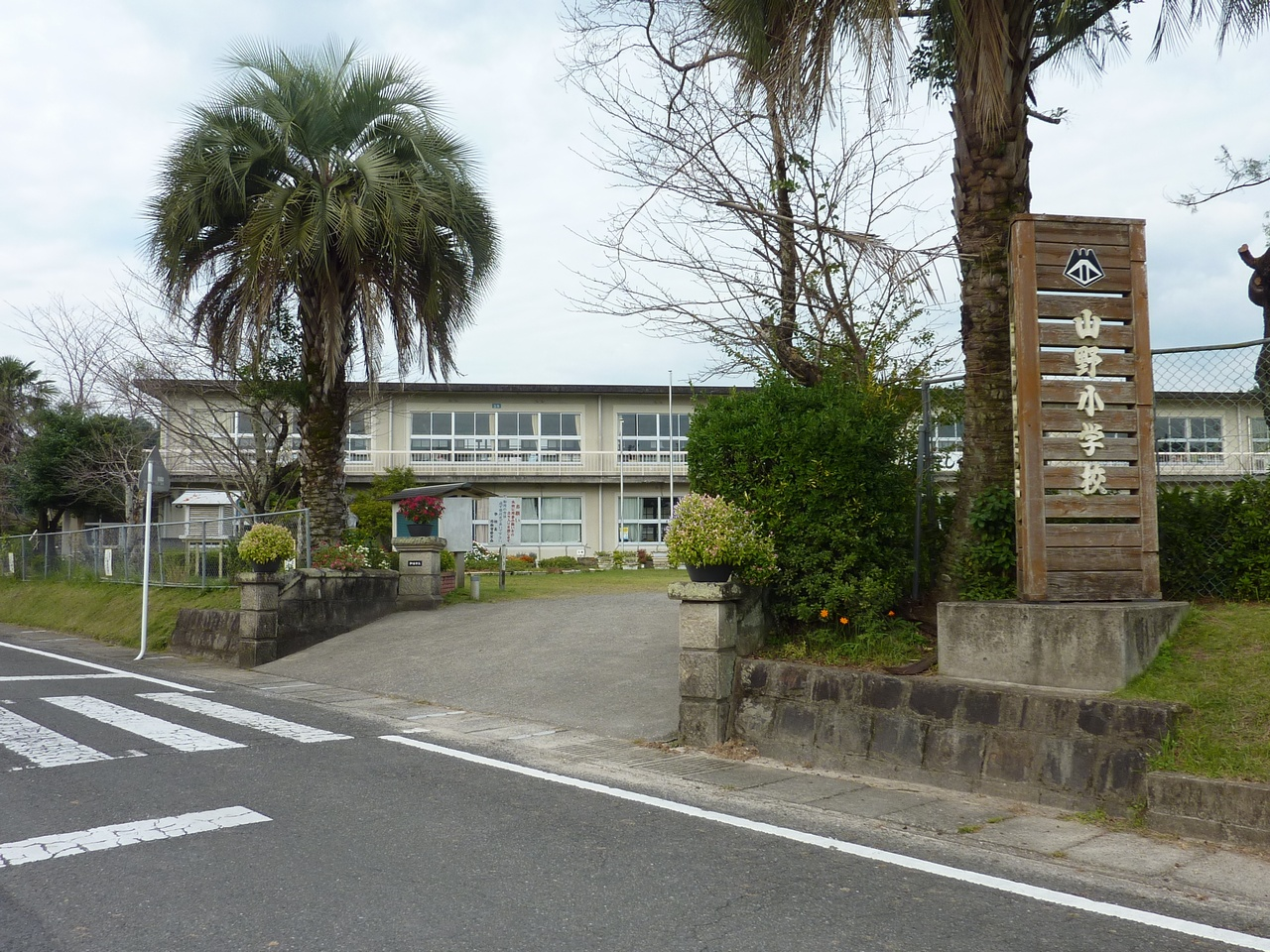
山野小学校

### 学校教育

#### 公立高等学校
- 鹿児島県立大口高等学校
- 鹿児島県立伊佐農林高等学校

#### 私立高等学校・中学校
- 大口明光学園中学校・高等学校

#### 公立中学校
- 伊佐市立大口中央中学校
- 伊佐市立菱刈中学校

#### 公立小学校
- 伊佐市立山野小学校
- 伊佐市立牛尾小学校
- 伊佐市立大口小学校
- 伊佐市立大口東小学校
- 伊佐市立羽月小学校
- 伊佐市立曾木小学校
- 伊佐市立針持小学校
- 伊佐市立羽月北小学校（休校）
- 伊佐市立羽月西小学校
- 伊佐市立平出水小学校
- 伊佐市立菱刈小学校
- 伊佐市立本城小学校
- 伊佐市立南永小学校
- 伊佐市立田中小学校
- 伊佐市立湯之尾小学校

## 交通

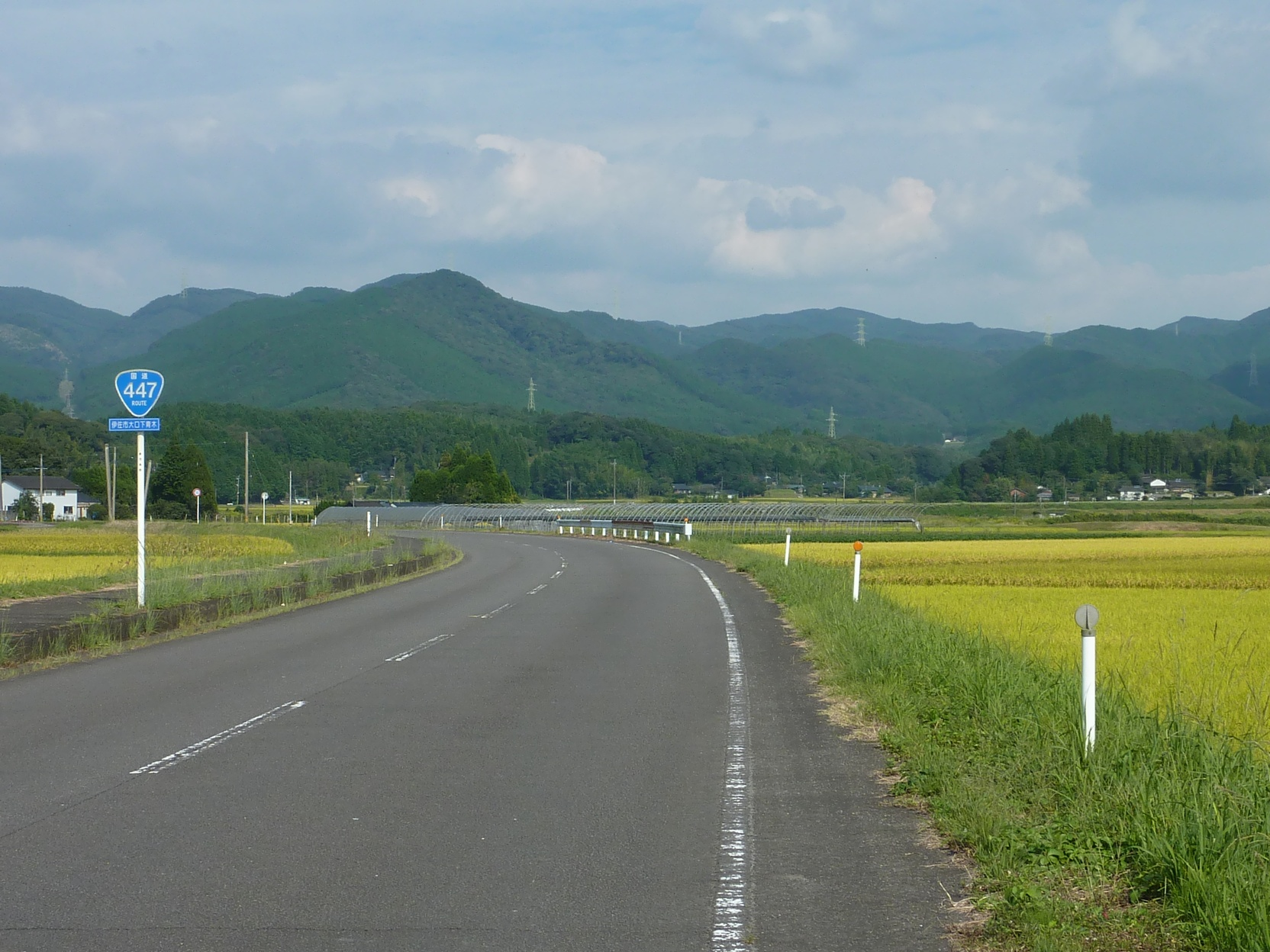
国道447号

### 鉄道
市内に鉄道駅はない。最寄り駅は栗野駅（旧・菱刈町域）または新水俣駅（旧・大口市域）。
伊佐市が発足する以前、日本国有鉄道（国鉄）山野線が大口市内と菱刈町内に、宮之城線が大口市内に通っており、大口市の中心駅である薩摩大口駅で両線が接続していたが、両線とも特定地方交通線に指定され、宮之城線は1987年1月20日に、山野線は九州旅客鉄道（JR九州）に承継されたのち1988年2月1日に廃止された。
- 山野線
  - 薩摩布計駅 - 西山野駅 - 山野駅 - 郡山八幡駅 - 薩摩大口駅 - 西菱刈駅 - 菱刈駅 - 前目駅 - 湯之尾駅

- 宮之城線
  - 薩摩大口駅 - 羽月駅 - 西太良駅 -  針持駅

### 道路

#### 高速道路
市域内には高速道路は通っていない。市域外の東側を九州自動車道が、西側を南九州自動車道が通っているので、いずれかを利用することになる。
- 北側から中心市街地およびその周辺部に入る場合は九州道人吉球磨SIC（スマートインターチェンジ通行不可の車は人吉IC）
- 市域内の中心市街地より北側の旧・大口市域は南九州道水俣IC
- 旧・菱刈町域は九州道栗野IC

#### 一般国道
- 国道267号
- 国道268号
- 国道328号
- 国道447号

#### 県道
主要地方道
- 鹿児島県道15号人吉水俣線
- 鹿児島県道48号出水菱刈線

一般県道
- 鹿児島県道118号湯出大口線
- 鹿児島県道404号鶴田大口線
- 鹿児島県道407号針持永野線
- 鹿児島県道421号布計山野線
- 鹿児島県道424号針持菱刈線
- 鹿児島県道425号南浦築地線
- 鹿児島県道448号川西菱刈線

### 路線バスなど
- 南国交通 - 周辺の霧島市・湧水町・さつま町および熊本県水俣市と伊佐市内を結び、旧山野線・宮之城線の代替交通となっている。
  - 水俣駅前 - 水俣車庫 - 新水俣駅 - 山野 - 大口 - 菱刈郵便局前 - 栗野三文字 - 横川三文字 - 鹿児島空港
  - 吉松駅 - 栗野駅前 - 栗野三文字 - 湯之尾 - 菱刈本町 - 大口 - 大口高校
  - 宮之城 - 宮之城温泉 - 鶴田 - 求名 - 曽木 - 大口
- 伊佐市内バス - 伊佐市が運行主体となり各社に委託して運行するコミュニティバス。

## 名所・祭事

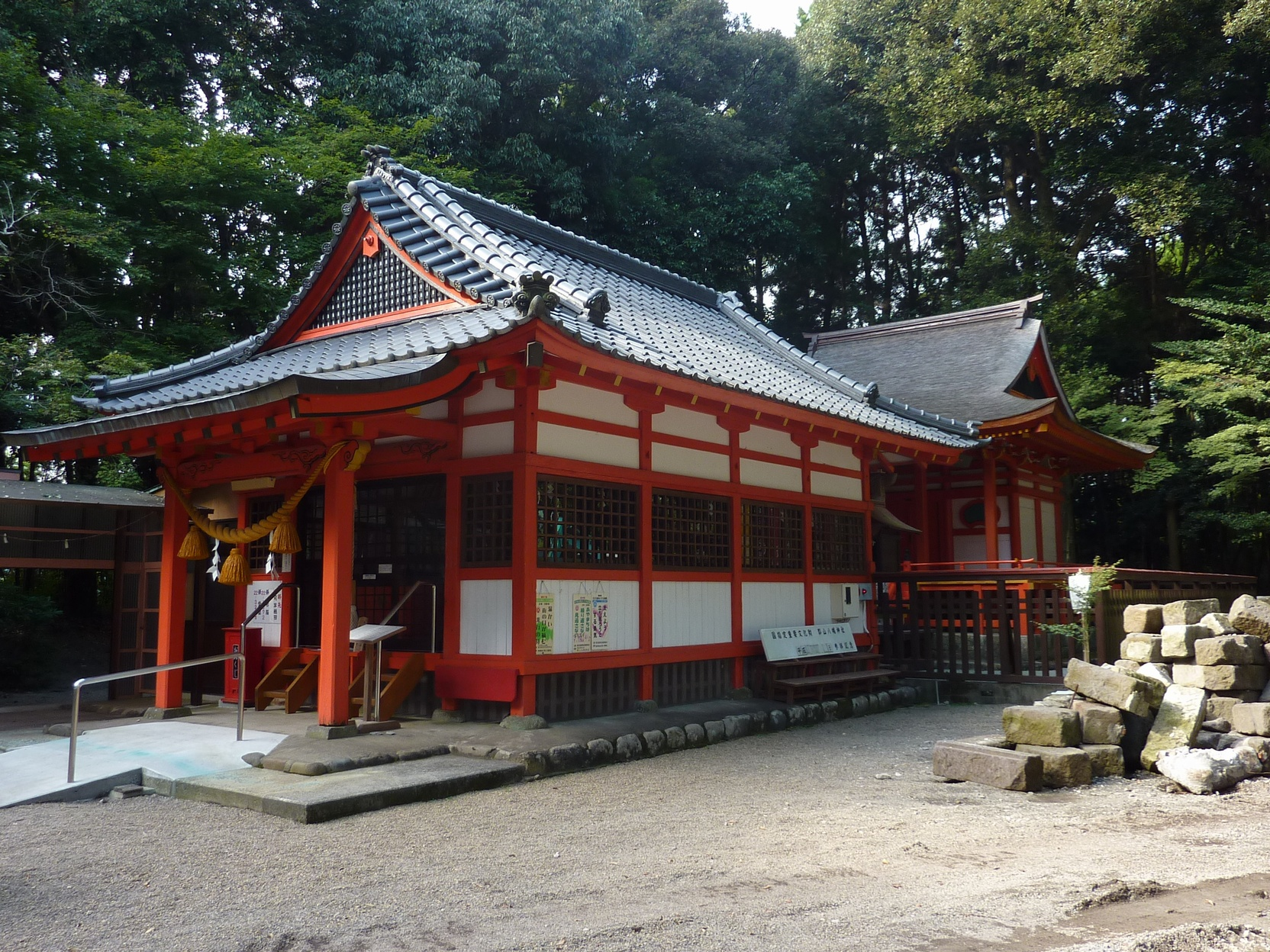
郡山八幡神社

- 曽木の滝 - 「東洋のナイアガラ」と呼ばれる
- 曽木発電所遺構 - レンガ造りで、野口遵により1909年（明治42年）に創業。現在[いつ?]、下部は鶴田ダム湖面の下で、水位が低い時だけ全景を現す。2004年（平成16年） ～ 2010年（平成22年）に補修が行われた[7]。
- 郡山八幡神社 - 本殿は国の重要文化財である。
- 忠元神社 - 新納忠元を祭神とする。
- 白木神社 - 本殿は県指定有形文化財である。
- 高熊山 - 西南の役戦跡
- 箱崎神社
- 祁答院家住宅 - 国の重要文化財である。
- 湯之尾温泉
- 湯之尾滝 - ガラッパ公園
- 菱刈鉄道記念公園 - 旧・国鉄山野線菱刈駅

## 著名な出身者
- 押川公近 - 強兵衛、島津家の武将
- 海音寺潮五郎 - 小説家
- 久保正大 - 住友重機械工業社長
- 園田孝吉 - 男爵、外交官、実業家
- 高山公通 - 大日本帝国陸軍中将、第18師団長
- 平岡裕治 - 第24代航空幕僚長
- 井上雄彦 - 漫画家
- 榎木孝明 - 俳優
- 吉田拓郎 - ミュージシャン
- 竹之内雄太 - お笑い芸人、ローカルタレント、実業家
- 崎山敏也 - 放送記者

## 伊佐市を舞台とした作品
- 『黒猫の駅長さん』 - 山口悠
- 『二本の銀杏』 - 海音寺潮五郎
- 『ガラッパの謎 引きこもり作家のミステリ取材ファイル』 - 久真瀬敏也